# El sanguinario barón rojo
El sanguinario barón rojo es una novela de 1995 por el autor británico Kim Newman. Es el segundo libro de la serie Anno Dracula y tiene lugar treinta años después del primer relato. La novela estuvo nominada al Premio Sidewise de 1995 en la categoría mejor historia larga.

## Contexto
La acción de la novela transcurre en un universo alternativo donde el profesor Van Helsing fracasó en sus esfuerzos para matar al conde Drácula, dando lugar al renacimiento de los vampiros en el mundo. La trama combina un gran número de personajes históricos y de ficción, al igual que su predecesora Anno Dracula, y rinde homenaje a un gran número de personajes reales y de películas y novelas de la Primera Guerra Mundial.

## Argumento
El relato del libro se lleva a cabo durante Primera Guerra Mundial, y se centra en los esfuerzos del Club Diógenes para investigar el intento de Alemania de crear poderosos aviadores no-muertos. Al frente de las operaciones en Alemania se encuentran personajes de la talla de Rotwang, el doctor Caligari y el doctor Mabuse. Uno de sus esfuerzos más exitosos es un piloto no-muerto conocido como el Barón Rojo. La historia también cuenta con un Edgar Allan Poe vampirizado que es asignado como el escritor fantasma de la autobiografía del Barón Rojo.
- Datos: Q7718697